# Bunuri mobile din domeniul carte veche și manuscris clasate în patrimoniul cultural național al României aflate în județul Buzău
Acestă listă conține bunurile mobile din domeniul carte veche și manuscris clasate în Patrimoniul cultural național al României aflate la momentul clasării în județul Buzău.

## Tezaur
| Foto | Informații generale | Detalii tehnice | Descriere | Deținător                                       | Legături |
| ---- | --- | --- | --- | ----------------------------------------------- | -------- |
|      | Elucidarius padicus continens historias poeticas fabulas, insulas, regiones, urbes, fluvios, montes insigniores, at huiusmodi alia, omnibuz adolescentibus in ti versantibus maxime necessarius collectore, Hermano Torentino. Autor: Hermano Torentino, antologist, în colaborare cu loannem Ravisium | Datare: Anno Domini, MDXXXXVIII (1548) Școală: Tipografia lui Gioannem Andream Vavasiorem Dimensiuni: 16 x 11 cm Material: hârtie | Elucidarius padicus continens historias poeticas fabulas, insulas, regiones, urbes, fluvios, montes insigniores, at huiusmodi alia, omnibuz adolescentibus in ti versantibus maxime necessarius collectore, Hermano Torentino. Addita sunt synonyma qda poetica ad id utilissima per loannem Rauisium ex variis autoribus diligenter se lecta. Impressum Venetiis apud Gioannem Andream Vauasiorem,1548. | Biblioteca Județeană „Vasile Voiculescu”, Buzău | Cimec    |
|      | Facetie motti & burle, di diverși signori et persone private. Raccolte per M. Lodovico Domenichi & da lui di nuouo del fettimol bro ampliante. In Veneția, appresso Domenico Farri, 1581 Autor: Lodovico Domenichi, antologist                                                                         | Datare: MDLXXXI (1581) Școală: Appresso Domenico Farri Dimensiuni: 16 x 10,5 cm Material: hârtie | | Biblioteca Județeană „Vasile Voiculescu”, Buzău | Cimec    |
|      | Legiuire a preaînălțatului și preapravoslavnicului domn și oblăduitor a toată Ungrovlahia, loan] Gheorghe Caragea Voievod Autor: Cu toată cheltuiala dumnealor Constantin Caracas, dohtor, și dumnealui Răducanu Clinceanu, biv vel stolnic, și dumnealui Dumitrache Topliceanu, biv vel sluger        | Datare: 1818 Școală: Privilegiata Tipografie a dumnealor ot Cișmeaoa răposatului întru fericire domn Mavrogheni din București; tipografia reală, atestată documentar, aparține lui Shobeln din Brașov Dimensiuni: 23,5 x 18,5 cm Material: hârtie | | Biblioteca Județeană „Vasile Voiculescu”, Buzău | Cimec    |

## Fond
| Foto | Informații generale | Detalii tehnice | Descriere | Deținător                                       | Legături |
| ---- | --- | --- | --------- | ----------------------------------------------- | -------- |
|      | Apostol cu mila lui Dumnezeu Sfântul Autor: Cu cheltuiala iubitorului de Dumnezeu, episcopul Buzăului, Chyr Metodie | Datare: În anul de la Zidirea Lumii, 7251 (1743) Școală: Tipografia Sfintei Episcopii din Buzău; loan Stoicovici, tipograf Dimensiuni: 26,5 x 19 cm Material: hârtie                     |           | Biblioteca Județeană „Vasile Voiculescu”, Buzău | Cimec    |
|      | Apostol cu mila lui Dumnezeu Sfântul Autor: Cu blagoslovenia și cu toată cheltuiala preasfințitului mitropolit Chyr Neofit | Datare: La anul de la Zidirea Lumii, 7251 (1743) Școală: Tipografia Mitropoliei Ungrovlahiei; Dimitrie Pandovici, tipograf Dimensiuni: 31 x 20 cm Material: hârtie                       |           | Biblioteca Județeană „Vasile Voiculescu”, Buzău | Cimec    |
|      | Sfânta și Dumnezeiasca Evanghelie Autor: Cu blagoslovenia și toată cheltuiala preasfințitului Chyr Neofit | Datare: La anii de la Zidirea Lumii, 7258 (1750) Școală: Tipografia Mitropoliei Ungrovlahiei Dimensiuni: 30 x 20,5 cm Material: hârtie                                                   |           | Biblioteca Județeană „Vasile Voiculescu”, Buzău | Cimec    |
|      | Psaltirea fericitului proroc și împărat David. Cu Molitvele de pe Catisme, și Cântările lui Moise j Cu Psalmi aleși, și cu Pripealele lor. Cu Paraclisul Precistii, cel Mare, cu Paschalie. Autor: Cu blagoslovenia preasfințitului Mitropolit al Ungrovlahiei, Chyr Grigorie. Prin osârdia și cheltuiala iubitorului de Dumnezeu, Chyr Cozma, episcopul Buzăului. | Datare: De la Adam, 7275 (1767) Școală: Tipărită în Sfânta Episcopie Buzău Dimensiuni: 21,5 x 14,5 cm Material: hârtie                                                                   |           | Biblioteca Județeană „Vasile Voiculescu”, Buzău | Cimec    |
|      | Ceasoslov Autor: Cu cheltuiala lanicăi, fiica răposatului Radu Racoviță biv vel logofăt, dăruindu-se pe la mănăstiri și pe la biserici ca să se pomenească numele dumisale. | Datare: În anii de la Hs., 1777 Școală: În Tipografia Mitropoliei Iași Dimensiuni: 17 x 12,5 cm Material: hârtie                                                                         |           | Biblioteca Județeană „Vasile Voiculescu”, Buzău | Cimec    |
|      | Apostol ce are întru sine faptele și poslaniile apostolilor, ce se citesc în biserică totdeauna Autor: Cu blagoslovenia și cu toată cheltuiala Preasfințitului Mitropolit al Ungrovlahiei, Chyr Grigorie | Datare: La anii de la nașterea lui Hs., 1784 Școală: În Tipografia din Sfânta Mitropolie; Stanciu Thomovici, tipograf Dimensiuni: 31 x 20 cm Material: hârtie                            |           | Biblioteca Județeană „Vasile Voiculescu”, Buzău | Cimec    |
|      | Pravoslavnică învățătură Autor: Cu blagoslovenia și toată cheltuiala preasfinției sale părintelui nostru Chyr Dositheu arhiepiscopul și mitropolitul a toată Ungrovlahia; „Cuvânt înainte...“ de arhimandrit Grigorie Râmniceanu | Datare: La anul Mântuirii, 1794 Școală: În Tipografia din Sfânta Mitropolie; Dimitrie Petrovici, tipograf Dimensiuni: 22 x 15,5 cm Material: hârtie                                      |           | Biblioteca Județeană „Vasile Voiculescu”, Buzău | Cimec    |
|      | Evhologhion adecă Molitveanicu care cuprinde în sine toată treaba Bisericii ce se cuvine preoților, dată întâi de la Sfinții Apostoli, după aceea de la Sfinții de Dumnezeu purtătorii... Autor: Cu blagoslovenia și toată cheltuiala preasfinției sale Chyr Dositheu, arhiepiscop și mitropolit a toată Ungrovlahia                                               | Datare: La anii de la Hs., 1808 Școală: În Tipografia din Sfânta Mitropolie; Stanciu Thomovici, tipograf Dimensiuni: 22,5 x 16,5 cm Material: hârtie                                     |           | Biblioteca Județeană „Vasile Voiculescu”, Buzău | Cimec    |
|      | Propovedanii la îngropăciunea oamenilor morți. Culese de Petru Maior de Diceo-Sinmartin, paroh Sas-Reghinului și protopop Gurghiului în Ardeal. Autor: Petru Maior de Diceo-Sinmartin, editor | Datare: În anul 1809 Școală: În Crăiască Tipografie a Universității Ungurești Dimensiuni: 22,5 x 19 cm Material: hârtie                                                                  |           | Biblioteca Județeană „Vasile Voiculescu”, Buzău | Cimec    |
|      | Didahii adică învățături pentru creașterea fiilor la îngropăciunea pruncilor morți. Culese de Petru Maior de Diceo-Sinmartin, paroh Sas-Reghinului și protopop Gurghiului în Ardeal Autor: Petru Maior de Diceo-Sinmartin, editor | Datare: 1809 Școală: În Crăiască Tipografie a Universității Ungurești Dimensiuni: 22,5 x 19 cm Material: hârtie                                                                          |           | Biblioteca Județeană „Vasile Voiculescu”, Buzău | Cimec    |
|      | Adunare cuprinzătoare din scurt din Cărțile împărăteștilor Pravile, spre înlesnirea celor ce să îndeletnicesc întru învățătura lor, cu trimiterea către Cartea, titlul, capul și paragraful împărăteștilor Pravile Autor: Alcătuită cu osteneala și osârdia boierului Moldaviei, Alexandru Donici                                                                  | Datare: 1814 Școală: Tipografia Sfintei Mitropolii din Iași Dimensiuni: 23 x 19 cm Material: hârtie                                                                                      |           | Biblioteca Județeană „Vasile Voiculescu”, Buzău | Cimec    |
|      | Jucăriea norocului sau Istorisirea pentru Prințipul Menșcicov, care pe vremea lui Petru cel Mare au fost slăvit în toată Europa Autor: Lazăr Asachi, protoiereu a toată Moldova, traducere, prelucrare | Datare: 1816 Școală: Tipografia Mitropoliei Moldovei Dimensiuni: 17,5 x 11 cm Material: hârtie                                                                                           |           | Biblioteca Județeană „Vasile Voiculescu”, Buzău | Cimec    |
|      | Rânduiala cum să cuvine a cânta cei doisprezece Psalmi deosebi. Lângă care s-au adaos și oarecare rugăciuni foarte umilicioase și de mult folos sufletesc pricinuitoare, tălmăcite din limba elinească Autor: Carte autorizată la imprimare de către Mitropolitul Ungrovolahiei, Chyr Dionisie                                                                     | Datare: 1820 Școală: Tipografia Ungrovlahiei Dimensiuni: 14 x 10,5 cm Material: hârtie                                                                                                   |           | Biblioteca Județeană „Vasile Voiculescu”, Buzău | Cimec    |
|      | Din Cuvintele lui loan Filosoful, ce s-a numit de greci Hrysostom, adecă Gură-de-Aur Autor: lanache Papazoglu, tălmăcitor (traducător) | Datare: La anul de la Nașterea Domnului și Mântuitorului nostru, 1825 Școală: Tipografia boierilor Răducanu Clinceanu și Dumitrache Topliceanu Dimensiuni: 21 x 16,5 cm Material: hârtie |           | Biblioteca Județeană „Vasile Voiculescu”, Buzău | Cimec    |